# Dzűnbajan-Ulán járás
Dzűnbajan-Ulán járás (mongol nyelven: Зүүнбаян-Улаан сум) Mongólia Dél-Hangáj tartományának egyik járása. Területe 2700 km². Népessége kb. 6000 fő.
Székhelye Bajan-Ulán (Баян-Улаан), mely 60 km-re északra fekszik Arvajhér tartományi székhelytől.